# KPMG Schweiz
Die KPMG Schweiz (offiziell KPMG AG) ist eine Schweizer Wirtschaftsprüfungs- sowie Steuer- und Unternehmensberatungs-Gesellschaft mit Sitz in Zürich. Das Unternehmen beschäftigt an insgesamt elf Standorten, davon einen in Liechtenstein, per Ende 2024 rund 3'100 Mitarbeiter und erwirtschaftete einen Nettoumsatz von 548,8 Millionen Schweizer Franken.

## Geschichte
Das Unternehmen wurde 1910 als «Zürcher Treuhand-Vereinigung» gegründet und 1912 in «Fides Treuhand-Vereinigung» umbenannt. 1928 erwarb die Schweizerische Kreditanstalt die Aktienmehrheit.
Im Zuge verschiedener Übernahmen, Zusammenschlüssen und Reorganisationen wurde das Unternehmen mehrere Male umbenannt. Ab 1987 trat es unter dem Namen «KPMG Fides Peat» auf. 1992 wurde die Gesellschaft durch ein Management-Buy-out aus der Schweizerischen Kreditanstalt herausgelöst. 2007 wurde das Unternehmen in «KPMG AG» umbenannt. 2008 trat die Schweizer KPMG der KPMG Europe LLP bei.